# Onda trasversale

Propagazione di un'onda circolare trasversale in una griglia bidimensionale.

Si ha un'onda trasversale quando le particelle del mezzo in cui si propaga l'onda oscillano perpendicolarmente alla direzione di propagazione. Sono onde trasversali quelle che si propagano, per esempio, sulle corde di una chitarra e di altri strumenti a corda.

## Caratteristiche

Esempio di onda piana trasversale

Un'onda di luce è un esempio di onda elettromagnetica.

Propagazione di onda sferica trasversale in una griglia 2d (modello empirico)

Un' onda trasversale è un'onda in movimento che è composta da oscillazioni che avvengono perpendicolari alla direzione del trasferimento di energia. Se un'onda trasversale si muove nella direzione positiva x, le sue oscillazioni sono nelle direzioni sopra e sotto che giacciono nel piano y-z.
Se si fissa l'estremità di un nastro o corda e si tiene l'altra estremità nella mano, si possono creare onde trasversali muovendo la mano in su e giù. Notate che si possono creare anche onde di lancio (launch waves)  muovendo la mano da un lato all'altro. Questo è un punto importante. Ci sono due direzioni indipendenti in cui il moto accade che, in questo caso, sono y e z, menzionate sopra. Inoltre, se accuratamente si muove la mano circolarmente in senso orario, si avranno onde di lancio che descrivono un'elica in movimento verso sinistra così come vengono via via propagate. Similarmente, se si muove la mano circolarmente in senso antiorario, si formerà al contrario un'elica in movimento verso destra. Questi fenomeni di moto simultaneo in due direzioni vanno oltre i tipi di onde che si possono creare sulla superficie dell'acqua; in generale un'onda su una corda può essere a due dimensioni. Le onde a due dimensioni trasversali mostrano un fenomeno chiamato polarizzazione. Un'onda prodotta muovendo con la mano una linea, su e giù per esempio, è un'onda polarizzata linearmente, un caso speciale. Un'onda prodotta muovendo la mano circolarmente è un'onda polarizzata circolarmente, un altro caso speciale. Se il moto non è strettamente confinato in una linea o un circolo la mano potrà descrivere un'ellisse e l'onda sarà polarizzata ellitticamente.
Le onde elettromagnetiche funzionano in questo stesso modo, sebbene sia più difficile a vedersi, e sono anch'esse onde trasversali a due dimensioni. Si può pensare a un raggio di luce come un qualcosa funzionante come le onde prodotte su una corda.
Questa natura a due dimensioni non dovrebbe essere confusa con i due componenti di un'onda elettromagnetica, campo elettrico e magnetico, che sono mostrati qui nel diagramma dell'onda elettromagnetica. Il diagramma dell'onda di luce mostra polarizzazione lineare. Ognuno di questi campi, elettrico e magnetico, mostra il comportamento dell'onda in due dimensioni trasversali, esattamente come le onde su una corda.
L'animazione dell'onda sul piano trasversale mostrata è anche un esempio di polarizzazione lineare. L'onda mostrata potrebbe avvenire sulla superficie dell'acqua.
Le onde trasversali sono onde che hanno movimento perpendicolare alla direzione della vibrazione

## Esempi
Esempi di onde trasversali includono le onde sismiche S (secondarie), e il moto dei campi elettrico (E) e magnetico (B) in un'onda elettromagnetica; entrambi oscillano perpendicolarmente l'un l'altro come pure verso la direzione del trasferimento di energia. Quindi un'onda elettromagnetica consiste di due onde trasversali, essendo la luce visibile un esempio di onda elettromagnetica. Vedi lo spettro elettromagnetico per informazioni sui differenti tipi di onde elettromagnetiche.
Una corda oscillante è un altro esempio di onda trasversale; un esempio più quotidiano potrebbe essere un'onda del pubblico (detta anche onda messicana o onda da stadio).